# Stefan Hemmerich
Stefan Hemmerich (* 9. Februar 1918 in Frankfurt am Main; † 14. Dezember 1943) war ein deutscher Fußballspieler.

## Werdegang
Der Stürmer begann seine Karriere bei Eintracht Frankfurt, mit der er bei der Deutschen Meisterschaftsendrunde 1933 bis ins Halbfinale vorstieß, wo gegen den späteren Titelträger Fortuna Düsseldorf das Aus kam. Ab 1933 spielte Hemmerich mit der Eintracht in der neu geschaffenen Gauliga Südwest. Im Oktober 1933 wechselte er zu Arminia Bielefeld in die Gauliga Westfalen. Die Arminia stieg am Saisonende ab und spielte noch bis 1936 in der zweitklassigen Bezirksliga für die Bielefelder, ehe er zu Eintracht Frankfurt zurückkehrte. Bis 1938 spielte Hemmerich 14 Mal in der Gauliga und erzielte sechs Tore.
Im Jahre 1938 wechselte Hemmerich zur BSG IG Farben Frankfurt, dem Betriebssportverein des Chemieunternehmens I.G. Farben und kehrte von 1940 bis 1943 als Gastspieler zur Eintracht zurück. In dieser Zeit kam er auf weitere zwölf Einsätze in der Gauliga. Im Januar 1944 starb Hemmerich.